# Głos Skierniewic i Okolicy
Głos Skierniewic i Okolicy – dwutygodnik społeczno–gospodarczy ukazujący się w latach 1930–1939. Gazeta publikowała sprawy lokalne, urzędowe, kulturalne miasta Skierniewic i powiatu skierniewickiego. Organem wydawniczym było Towarzystwo Przyjaciół Skierniewic i okolicy. Cena gazety wynosiła 25 groszy.